# Мухін Алєсь Васильович
Алєсь (Олексій) Васильович Мухін (нар. 16 вересня 1976, Мінськ, Білоруська РСР, СРСР) — білоруський підприємець, капітан команди в Клубі «Що? Де? Коли?». З 2009 року — ведучий телепередачі «Що? Де? Коли? в Білорусі» («Што? Дзе? Калі?»). Член журі білоруського КВК.

## Біографія
Закінчив спеціалізовану англійську школу. Потім закінчив історичний факультет Білоруського державного педагогічного університету за спеціальністю «викладач історії та англійської мови»
Працював директором парфумерної компанії. Потім до 20 лютого 2008 року був керівником білоруської філії «Євросєті», керував більш ніж сотнею магазинів.
Управляє великою компанією-дистриб'ютором чаю і кави в Білорусії.
З липня 1996 року жонатий, виховує двох синів і доньку.

## Що? Де? Коли?
У 1992 році став учасником шкільного гуртка інтелектуальних ігор. Потім грав у мінській команді «АМО» і в її складі вигравав багато турнірів, що проводяться в Білорусії.
У 1995—1999 роках команда Мухіна брала участь у телевізійній грі «Брейн ринг».
Один раунд провів як ведучий телегри «Брейн ринг» (7-а гра 1999 року).
У 2001 році почав грати в елітарному клубі капітаном команди «Молодих зірок». У фіналі весняної серії ігор 2004 року одержав «Кришталеву сову». Володар почесного звання "Найкращий капітан клубу "(2005).
У 2009 році став ведучим і засновником телеклубу «Що? Де? Коли? у Білорусі».
У 2017 році, після відходу Іллі Новікова з клубу, був зібраний новий склад команди, який виступає в даний час.
22 вересня 2018 року вів гру «Що? Де? Коли?» на фестивалі «Московське довголіття» на ВДНГ, в 2019 році — 2 січня новорічні ігри, 7 і 8 вересня на День міста, в 2020 році — 5 січня новорічні ігри на Тверській вулиці з гостями і жителями Москви.
30 червня 2019 року, у фіналі літньої серії ігор, став дворазовим володарем «Кришталевої сови».
27 грудня 2020 року команда Алєся Мухіна отримала нагороду «Кришталеве гніздо», як найкраща команда ювілейного сезону. Так Алєсь Мухін став триразовим володарем «Кришталевої сови».